# Tomáš Konečný (Radsportler)

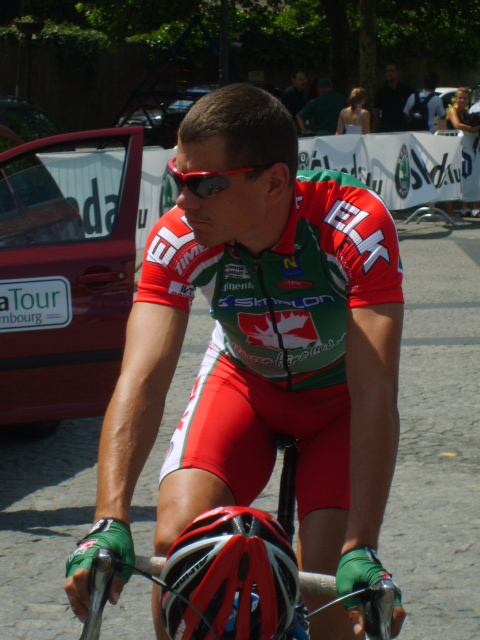
Tomáš Konečný vor der zweiten Etappe der Luxemburg-Rundfahrt 2007

Tomáš Konečný (* 11. Oktober 1973 in Olmütz) ist ein ehemaliger tschechischer Radrennfahrer.

## Karriere
Er begann seine internationale Karriere 1996 beim tschechischen Radsportteam Husqvarna-ZVVZ, welches im Jahre 1997 mit der australischen Mannschaft Giant-AIS fusionierte. Für diese Mannschaft gewann er in seinem ersten Jahr eine Etappe der Sachsen-Tour und damit sein erstes Rennen des internationalen Kalenders. 1999 siegte er im Eintagesrennen GP ZTS Dubnica nad Váhom. Er wurde 1999 tschechischer Meister im Straßenrennen und vertrat sein Land bei den Olympischen Sommerspielen 2000, wo er 75. im olympischen Straßenrennen und 28. im Einzelzeitfahren wurde.
2001 wechselte er zu Domo-Farm Frites und erzielte mit dem Sieg bei der anspruchsvollen 16. Etappe der Vuelta a España 2001 sein bestes Karriereergebnis. Er beendete die Rundfahrt auf dem 16. Rang der Gesamtwertung. Die Tour de France 2002 beendet er als 65.
Nach 2003 war er bei verschiedenen Mannschaften tätig, u. a. 2004 und 2005 beim deutschen T-Mobile Team. U.a. gewann er 2003 eine Etappe der Friedensfahrt und 2004 die Bergwertung der Österreich-Rundfahrt. Nach Ablauf seines Vertrages bei Elk Haus-Simplon beendete er im Jahr 2008 seine Karriere.

## Erfolge
1996
- eine Etappe Sachsen-Tour

1998
- Gesamtwertung und zwei Etappen Algarve-Rundfahrt
- eine Etappe Tour de Beauce

1999
- Tschechischer Meister – Straßenrennen
- eine Etappe Vuelta a La Rioja
- GP ZTS Dubnica nad Váhom
- zwei Etappen Herald Sun Tour

2000
- Gesamtwertung und Prolog Tour de Beauce

2001
- eine Etappe Vuelta a España

2003
- eine Etappe Niedersachsen-Rundfahrt
- eine Etappe Friedensfahrt
- eine Etappe Tour de Beauce

2004
- Bergwertung Österreich-Rundfahrt

## Teams
- 1996 Husqvarna-ZVVZ
- 1997 ZVVZ-Giant-Australian Institute of Sport
- 1998–2000 ZVVZ-DLD / Wüstenrot-ZVVZ
- 2001–2002 Domo-Farm Frites
- 2003 ED'System-ZVVZ
- 2004–2005 T-Mobile Team
- 2006 Wiesenhof-Akud
- 2007 Elk Haus-Simplon

## Ehrungen
Tomáš Konečný wurde 2001 Gewinner der jährlichen Umfrage zum Král cyklistiky (Radsportkönig) des Radsportverbandes Československý svaz cyklistiky.